# Opharus quadripunctata
Opharus quadripunctata är en fjärilsart som beskrevs av William Schaus 1910. Opharus quadripunctata ingår i släktet Opharus och familjen björnspinnare. Inga underarter finns listade i Catalogue of Life.